# 徐刚 (自行车运动员)
徐刚，（1984年1月28日—），中国职业自行车手，出身于上海，2005年首次登场，2014年至2016年间效力蓝波美利达车队。
2015年，徐刚首次参加环意自行车赛，成为第二名参加环意的中国车手。

## 主要赛事成绩
2007年
环南中国海自行车赛
总成绩亚军
第1赛段亚军
2008年
环南中国海自行车赛
总成绩冠军
第3赛段亚军
第1、第8赛段季军
2011年
环韩国自行车赛第3赛段冠军

### 世界三大公路赛成绩
| 赛事 | 2015 |
| ---- | ---- |
| 环意 | WD   |
| 环法 | —    |
| 环西 | —    |

## 现况
徐刚于2016年赛季过後退役，于嘉定开设了一间单车主题咖啡馆。